# Фотоелектроліз
Фотоелектроліз — процес електролізу, що здійснюється під дією світла у фотоелектрохімічних комірках. Іншими словами, фотоелектроліз — це перетворення енергії світла на електричний струм і розкладання молекул з використанням цього струму.

## Перспективи
Привабливість фотоелектролізу для інженерів і технологів полягає в його придатності для електролізу води для отримання водню та кисню. (У цьому випадку процес відомий під назвою розкладання води.) Для побудови водневої економіки потрібен ефективний та недорогий спосіб виробництва водню з природних джерел без використання викопного палива. Фотоелектроліз часто розглядають, як спосіб, що повністю задовольняє цій умові. (Для порівняння, парова конверсія використовує для одержання водню звичайні горючі копалини.) Фотоелектроліз часто образно називають водневим «Святим Ґраалем» за його потенційну можливість стати життєздатною альтернативою нафти як джерела енергії; джерелом енергії, не пов'язаним із небажаними соціополітичними ефектами, як нафта при її видобуванні та використанні.
Деякі дослідники працюють над реалізацією фотоелектролізу методами нанотехнологій. Нанофотоелектроліз води колись може досягти більшої ефективності, ніж традиційний фотоелектроліз. Напівпровідники з потенціальним бар'єром меншим ніж 1,7 еВ нібито мають бути ефективними[джерело?] для нанофотоелектролізу з використанням Сонця.
Також досліджуються пристрої на основі гідрогенази.